# Leucidia elvina
Leucidia elvina is een vlindersoort uit de familie van de Pieridae (witjes), onderfamilie Coliadinae.
Leucidia elvina werd in 1819 beschreven door Godart.